# U 628 (Kriegsmarine)
De U 628 was een Duitse klasse VIIC U-boot van de Kriegsmarine tijdens de Tweede Wereldoorlog. De U 626 stond onder commando van kapitein-luitenant-ter-zee Heinrich Hasenschar.

## Ondergang
De U 628 verging ten noordwesten van Kaap Ortegal, Spanje, in positie 44° 11′ 0″ NB, 8° 45′ 0″ WL door dieptebommen van een B-24 Liberator-bommenwerper van Squadron 224/J. Alle 49 bemanningsleden waaronder hun commandant Heinrich Hasenschar verloren hierbij het leven.